# Via Vittoria (Ferrara)
Via Vittoria, o  via della Vittoria, è una via di Ferrara che unisce via Mazzini con via Ragno.

## Storia

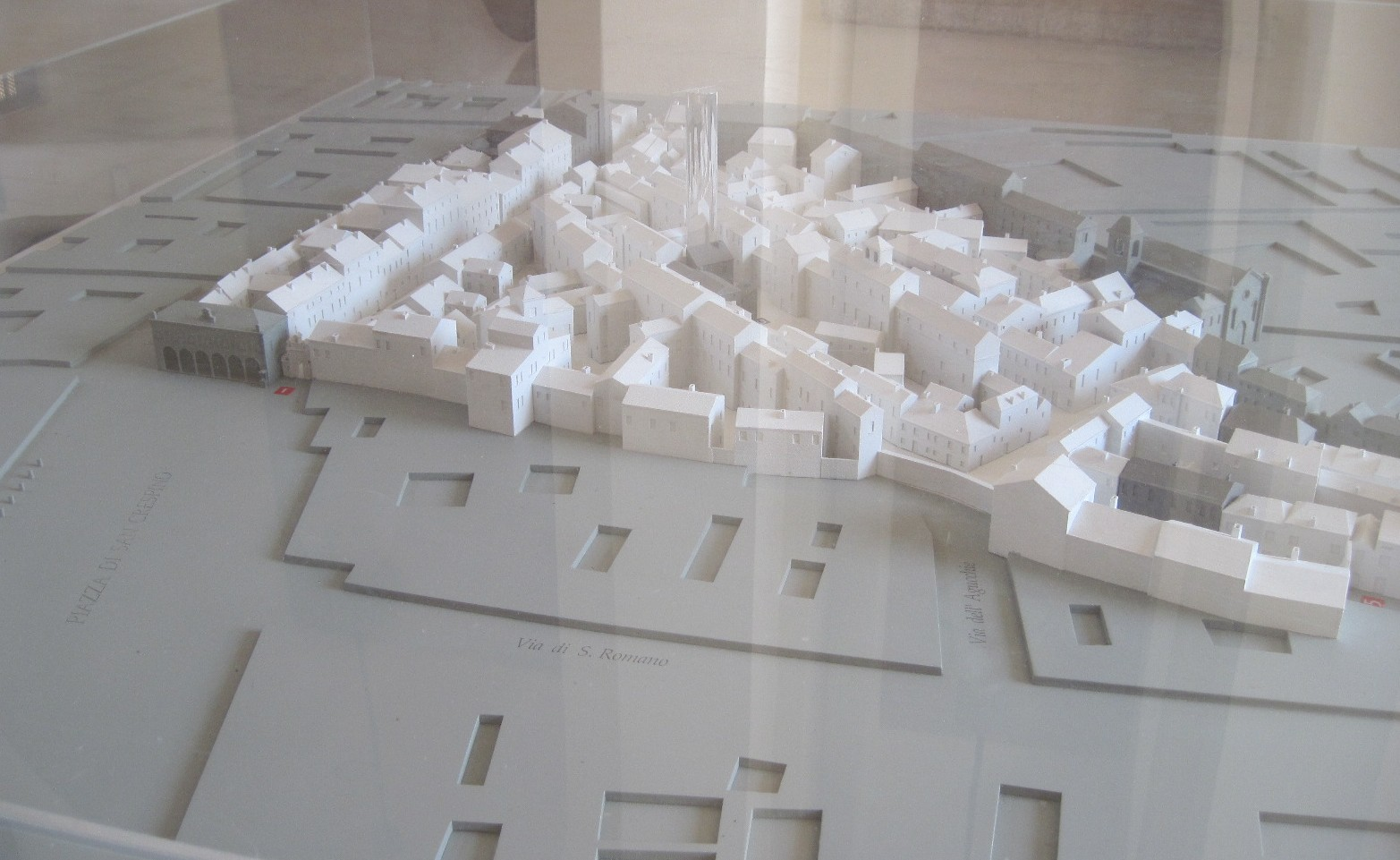
Ricostruzione del ghetto di Ferrara presso il MEIS

La via appartiene al nucleo medievale della città estense e tra il 1627 ed il 1859 fu compresa nel triangolo urbanistico che costituì il ghetto ebraico di Ferrara.
Al civico 41 una lapide ricorda l'accoglienza offerta ai sefarditi da Ercole I d'Este e indica il luogo preciso dove esisteva la soppressa sinagoga della comunità ebraica spagnola.
Il nome attuale di via Vittoria fu deliberato con un atto del Consiglio Comunale del 7 febbraio 1870.

### Origini del nome
L'antico nome di via della Gattamarcia le viene dall'abitudine che era in uso tra gli abitanti della strada di buttare sulla via animali morti, in particolare gatti, e di lasciarli così abbandonati.
Questa usanza poco civile era comune ad altri luoghi, in città e fuori città. Lo stesso Ercole I d'Este aveva disposto, ben prima che il ghetto venisse istituito, che alcune strade malfamate di Ferrara, come l'odierna via Muzzina e via Gusmaria venissero chiuse perché mal frequentate e pericolose. In provincia si ha notizia di altre vie Gattamarcia nelle zone di Gaibana e di Monestirolo.

## Vicolo della Vittoria
A metà circa della via si apre il vicolo della Vittoria. Gerolamo Melchiorri, nel suo Nomenclatura ed etimologia delle piazze e strade di Ferrara lo descrive come paurosamente chiuso nel fondo, dimora esclusiva dei Giudei e conclude suggerendone la demolizione.

## Piazzetta Isacco Lampronti

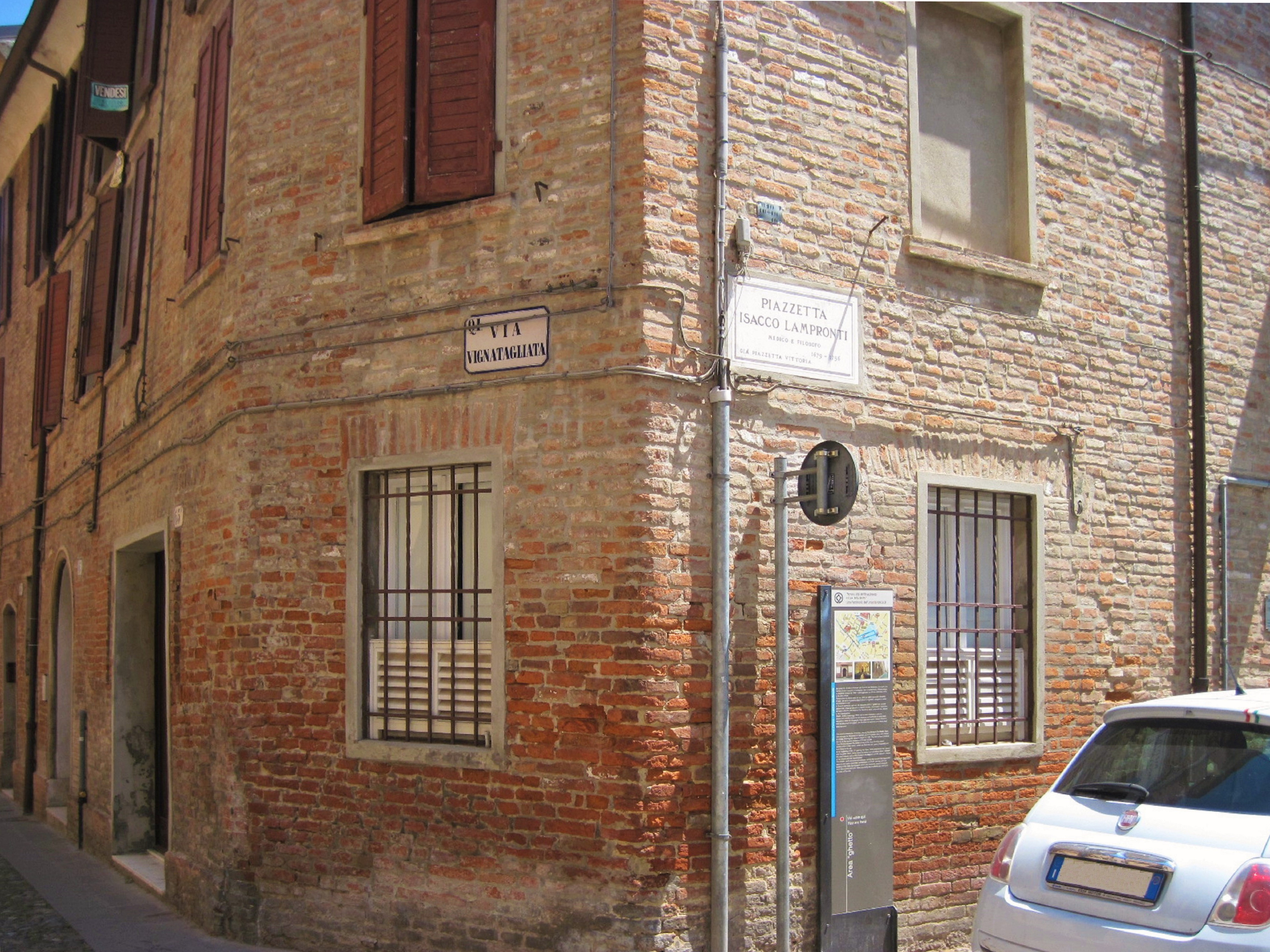
Piazzetta Isacco Lampronti.

Piazzetta Isacco Lampronti in realtà è una breve strada che unisce tra loro via Vignatagliata e via Vittoria, nella zona centrale dell'antico ghetto ebraico, ed è stata dedicata al rabbino e studioso del Talmud Isacco Lampronti solo nella seconda parte del XX secolo.
Precedentemente era chiamata piazzetta della Vittoria ed un tempo era chiamata anche via di mezzo e anche vicolo del Cuco. La sua formazione è stata generata dall'abbattimento di varie case che un tempo si trovavano tra le vie che adesso unisce.